# العلاقات الغينية الكيريباتية
العلاقات الغينية الكيريباتية هي العلاقات الثنائية التي تجمع بين غينيا وكيريباتي.

## مقارنة بين البلدين
هذه مقارنة عامة ومرجعية للدولتين:
| وجه المقارنة                                              | غينيا       | كيريباتي                        |
| --------------------------------------------------------- | ----------- | ------------------------------- |
| المساحة (كم2)                                             | 245.86 ألف  | 811                             |
| عدد السكان (نسمة)                                         | 12.72 مليون | 116.40 ألف                      |
| الكثافة السكانية (ن./كم²)                                 | 51.74       | 14.35 ألف                       |
| العاصمة                                                   | كوناكري     | جنوب تاراوا                     |
| اللغة الرسمية                                             | لغة فرنسية  | لغة إنجليزية، اللغة الكيريباتية |
| العملة                                                    | فرنك غيني   | دولار كريباتي، دولار أسترالي    |
| الناتج المحلي الإجمالي (بليون دولار)                      | 10.50 مليار | 196.15 مليون                    |
| الناتج المحلي الإجمالي (تعادل القوة الشرائية) بليون دولار | 15.24 مليار | 224.26 مليون                    |
| الناتج المحلي الإجمالي الاسمي للفرد دولار أمريكي          | 531         | 1.42 ألف                        |
| الناتج المحلي الإجمالي للفرد دولار أمريكي                 | 1.22 ألف    | 1.81 ألف                        |
| مؤشر التنمية البشرية                                      | 0.411       | 0.590                           |
| رمز المكالمات الدولي                                      | +224        | +686                            |
| رمز الإنترنت                                              | .gn         | .ki                             |
| المنطقة الزمنية                                           | 00          |                                 |

## منظمات دولية مشتركة
يشترك البلدان في عضوية مجموعة من المنظمات الدولية، منها:
| علم المنظمة | اسم المنظمة                                 | تاريخ انضمام غينيا | تاريخ انضمام كيريباتي |
| ----------- | ------------------------------------------- | ------------------ | --------------------- |
|             | مؤسسة التنمية الدولية                       | 26 سبتمبر 1969     | 2 أكتوبر 1986         |
|             | يونسكو                                      | 2 فبراير 1960      | 24 أكتوبر 1989        |
|             | الأمم المتحدة                               | 12 ديسمبر 1958     | 14 سبتمبر 1999        |
|             | مجموعة دول أفريقيا والكاريبي والمحيط الهادئ | ?                  | ?                     |
|             | الاتحاد البريدي العالمي                     | ?                  | ?                     |
|             | البنك الدولي للإنشاء والتعمير               | 28 سبتمبر 1963     | 29 سبتمبر 1986        |
|             | منظمة حظر الأسلحة الكيميائية                | ?                  | ?                     |
|             | مؤسسة التمويل الدولية                       | 22 أكتوبر 1982     | 2 أكتوبر 1986         |